# 西蒙·詹金斯
西蒙·大卫·詹金斯爵士 FSA FRSL（Sir Simon David Jenkins 1943年6月10日—）是一名英国作家、编辑，曾先后供职于《标准晚报》和《泰晤士报》等，出版过《英格兰最好的1000个教堂》（England's Thousand Best Churches，1999）等作品，也曾在一些公立机构如英国国民信托担任董事。

## 生平
他出生于英格兰伯明翰，父亲丹尼尔·托马斯·詹金斯是普林斯顿大学神学教授。他曾就读于米尔希尔学校，后在牛津大学圣约翰学院学习哲学、政治和经济。毕业后进入《乡村生活》和《泰晤士报教育副刊》等杂志社工作，之后成为《标准晚报》（1976年至1978年）的编辑和专栏作家，之后又任职于《经济学人》（1979-1986）、《泰晤士报》（1990-1992）等。
除去新闻界职务外，他也在公立机构任职，曾任英国铁路董事（1979–1990）、伦敦交通局董事（1984–1986）、千禧年委员会委员（1994年2月-2000年12月）、建筑基金会（The Architecture Foundation）董事、英格兰遗产委员会董事（1985-1990）、英国国民信托董事（2008-2014）。
2004年，他因在新闻界的贡献而被封为下级勋位爵士。